# 全国拥军优属拥政爱民工作领导小组
全国拥军优属拥政爱民工作领导小组（简称“全国双拥工作领导小组”），是中华人民共和国国务院成立的国务院议事协调机构，领导全国拥军优属拥政爱民工作。

## 沿革

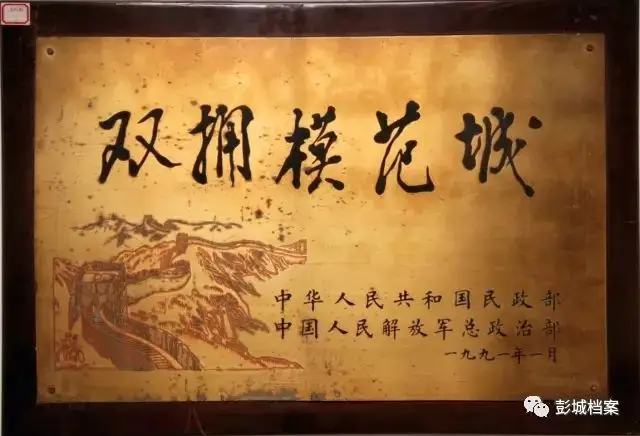
“全国双拥模范城”牌匾（徐州市）

1991年6月24日，《国务院、中央军委关于成立全国拥军优属拥政爱民工作领导小组的通知》（国发〔1991〕34号）发出，国务院、中央军委决定成立全国拥军优属拥政爱民工作领导小组（简称“全国双拥工作领导小组”）。

## 职责
1991年《国务院、中央军委关于成立全国拥军优属拥政爱民工作领导小组的通知》（国发〔1991〕34号）规定：“全国双拥工作领导小组在国务院、中央军委领导下工作。其主要职责是：统一指导和协调全国的拥军优属、拥政爱民工作，研究解决双拥工作中涉及全国性的问题，制定有关政策、法规；协调处理军地关系中一些重大问题；组织交流情况，推广先进经验，表彰先进典型；承办国务院、中央军委交办的有关事项。”

## 组成人员
| 1991年《国务院、中央军委关于成立全国拥军优属拥政爱民工作领导小组的通知》确定的组成人员是： 组长 - 陈俊生（国务委员） 副组长 - 崔乃夫（民政部部长） - 周文元（总政治部副主任） - 曾庆红（中央办公厅副主任） - 李昌安（国务院副秘书长） - 范宝俊（民政部副部长） 成员 - 刘忠德（中宣部副部长） - 盛树仁（国家计委副主任） - 邹时炎（国家教委副主任） - 李德洙（国家民委副主任） - 胡之光（公安部副部长） - 刘积斌（财政部副部长） - 张汉夫（人事部副部长） - 李沛瑶（劳动部副部长） - 叶如棠（建设部副部长） - 陆佑楣（能源部副部长） - 韩杼滨（铁道部党组副书记） - 王展意（交通部副部长） - 马忠臣（农业部副部长） - 白美清（商业部副部长） - 桓玉珊（物资部副部长） - 孙隆椿（卫生部副部长） - 田树千（国家工商局副局长） - 卢仁法（国家税务局副局长） - 徐惠滋（副总参谋长） - 许胜（总后勤部副政治委员） - 徐寿增（武警部队政治委员） - 章瑞英（全国总工会副主席） - 刘奇葆（共青团中央书记处书记） - 黄启璪（全国妇联副主席） - 陈玉亭（民政部优抚司司长） - 张树田（总政治部群工部部长） | 1993年7月13日《国务院、中央军委关于调整全国拥军优属拥政爱民工作领导小组成员的通知》（国发〔1993〕49号）调整后的组成人员是： 组长 - 罗干（国务委员兼国务院秘书长） 副组长 - 多吉才让（民政部部长） - 周子玉（总政治部副主任） - 胡光宝（中央办公厅副主任） - 李树文（国务院副秘书长） - 龚心瀚（中央宣传部副部长） - 杨衍银（民政部副部长） 成员 - 佘健明（国家计委副主任） - 林炎志（国家教委专职委员、党组成员） - 图道多吉（国家民委副主任） - 蒋先进（公安部副部长） - 刘积斌（财政部副部长） - 张汉夫（人事部副部长） - 朱家甄（劳动部副部长） - 叶如棠（建设部副部长） - 汪恕诚（电力部副部长） - 范维唐（煤炭部副部长） - 蔡庆华（铁道部党组成员、政治部主任） - 李居昌（交通部副部长） - 吴亦侠（农业部副部长） - 白美清（内贸部副部长） - 刘习良（广播影视部副部长） - 孙隆椿（卫生部副部长） - 卢仁法（国家税务总局副局长） - 杨培青（国家工商局副局长） - 刘文甲（国家土地局副局长） - 熊光楷（总参谋长助理） - 邓先群（总政治部群工部部长） - 许胜（总后勤部副政治委员） - 张树田（武警部队政治委员） - 章瑞英（全国总工会副主席） - 吉炳轩（共青团中央书记处书记） - 黄启璪（全国妇联副主席） |

| 1999年1月14日《国务院办公厅中央军委办公厅关于调整全国拥军优属拥政爱民工作领导小组成员的通知》（国办发〔1999〕4号）调整后的组成人员是： 组长 - 司马义·艾买提（国务委员） 副组长 - 多吉才让（民政部部长） - 周子玉（总政治部副主任） - 胡光宝（中央办公厅副主任） - 徐荣凯（国务院副秘书长） - 龚心瀚（中央宣传部副部长） - 杨衍银（民政部副部长） 成员 - 郝建秀（国家发展计划委员会副主任） - 于珍（国家经济贸易委员会副主任） - 张保庆（教育部副部长） - 图道多吉（国家民委副主任） - 祝春林（公安部政治部主任） - 高强（财政部副部长） - 孙树义（人事部副部长） - 刘雅芝（劳动和社会保障部副部长） - 杨朝仕（国土资源部党组成员） - 叶如棠（建设部副部长） - 盛光祖（铁道部政治部主任） - 张春贤（交通部副部长） - 杨贤足（信息产业部副部长） - 朱登铨（水利部副部长） - 万宝瑞（农业部副部长） - 曹荣桂（卫生部副部长） - 贺邦靖（国家税务总局党组成员） - 赵实（国家广播电影电视总局副局长） - 韩新民（国家工商行政管理局副局长） - 王伯廷（总政治部群众工作局局长） - 贾润兴（总后勤部政治部主任） - 迟万春（总装备部政治部主任） - 刘源（武警部队副政委） - 李永安（全国总工会书记处书记） - 胡春华（共青团中央书记处书记） - 田淑兰（全国妇联书记处书记） - 姜力（民政部优抚安置局局长） - 总参谋部参加领导小组的成员，待确定后按程序报批。 | 2003年5月9日《国务院办公厅中央军委办公厅关于调整全国拥军优属拥政爱民工作领导小组组成人员的通知》（国办发〔2003〕47号）调整后的组成人员是： 组长 - 回良玉（国务院副总理） 副组长 - 李学举（民政部部长） - 唐天标（总政治部副主任） - 樊士晋（中央办公厅副主任） - 汪洋（国务院副秘书长） - 胡振民（中宣部副部长） - 罗平飞（民政部副部长） 成员 - 李盛霖（发展改革委副主任） - 张保庆（教育部副部长） - 江家福（国家民委副主任） - 孙明山（公安部政治部主任） - 肖捷（财政部副部长） - 戴光前（人事部副部长） - 王东进（劳动保障部副部长） - 孟宪来（国土资源部党组成员） - 刘志峰（建设部副部长） - 王宪魁（铁道部政治部主任） - 翁孟勇（交通部副部长） - 李雪莹（信息产业部纪检组组长） - 翟浩辉（水利部副部长） - 齐景发（农业部副部长） - 朱庆生（卫生部副部长） - 贺邦靖（税务总局党组成员） - 李东生（工商总局副局长） - 赵实（广电总局副局长） - 谢作炎（总参谋部政治部主任） - 常生荣（总政治部群众工作局局长） - 贾润兴（总后勤部政治部主任） - 董万才（总装备部政治部主任） - 刘源（武警部队副政委） - 董力（全国总工会书记处书记） - 赵勇（共青团中央书记处书记） - 沈淑济（全国妇联副主席、书记处书记） - 孙绍聘（民政部优抚安置局局长） |

| 2003年9月29日《国务院办公厅 中央军委办公厅关于调整全国拥军优属拥政爱民工作领导小组组成人员的通知》（国办发〔2003〕83号）调整后的组成人员是： 组长 - 回良玉（国务院副总理） 副组长 - 李学举（民政部部长） - 唐天标（总政治部副主任） - 樊士晋（中央办公厅副主任） - 汪洋（国务院副秘书长） - 沈跃跃（中组部副部长） - 胡振民（中宣部副部长） - 罗平飞（民政部副部长） 成员 - 李盛霖（发展改革委副主任） - 张保庆（教育部副部长） - 李学勇（科技部副部长） - 张华祝（国防科工委副主任） - 牟本理（国家民委副主任） - 孙明山（公安部政治部主任） - 胡泽君（司法部副部长） - 肖捷（财政部副部长） - 戴光前（人事部副部长） - 王东进（劳动保障部副部长） - 孟宪来（国土资源部党组成员） - 刘志峰（建设部副部长） - 何洪达（铁道部政治部主任） - 翁孟勇（交通部副部长） - 李雪莹（信息产业部党组成员、纪检组组长） - 翟浩辉（水利部副部长） - 齐景发（农业部副部长） - 张志刚（商务部副部长） - 赵维绥（文化部副部长） - 朱庆生（卫生部副部长） - 王瑞祥（国资委副主任） - 贺邦靖（税务总局党组成员、纪检组组长） - 李东生（工商总局副局长） - 赵实（广电总局副局长） - 谢作炎（总参谋部政治部主任） - 常生荣（总政治部群众工作局局长） - （待定）（总后勤部） - 董万才（总装备部政治部主任） - 贾润兴（武警部队副政治委员） - 董力（全国总工会党组成员） - 赵勇（共青团中央书记处书记） - 沈淑济（全国妇联副主席、书记处书记） - 张龙之（全国工商联副主席） - 孙绍骋（民政部优抚安置局局长） | 2008年4月18日《国务院办公厅中央军委办公厅关于调整全国拥军优属拥政爱民工作领导小组组成人员的通知》（国办发〔2008〕32号）调整后的组成人员是： 组长 - 回良玉（国务院副总理） 副组长 - 李学举（民政部部长） - 贾廷安（总政治部副主任） - 张建平（中央办公厅副主任） - 沈跃跃（中央组织部副部长） - 张勇（国务院副秘书长） - 翟卫华（中央宣传部副部长） - 罗平飞（民政部副部长） 成员 - 解振华（发展改革委副主任） - 袁贵仁（教育部副部长） - 李学勇（科技部副部长） - 陈求发（工业和信息化部副部长） - 吴仕民（国家民委副主任） - 蔡安季（公安部政治部主任） - 张苏军（司法部副部长） - 王军（财政部副部长） - 杨志明（人力资源社会保障部副部长） - 王瑞生（国土资源部党组成员） - 仇保兴（住房城乡建设部副部长） - 高宏峰（交通运输部副部长） - 彭开宙（铁道部副部长） - 周英（水利部副部长） - 尹成杰（农业部副部长） - 房爱卿（商务部部长助理） - 赵维绥（文化部副部长） - 陈啸宏（卫生部副部长） - 王瑞祥（国资委副主任） - 钱冠林（税务总局副局长） - 王东峰（工商总局副局长） - 赵实（广电总局副局长） - 冯寿淼（总参谋部政治部主任） - 常生荣（总政治部群众工作办公室主任） - 郭旭恒（总后勤部政治部主任） - 殷方龙（总装备部政治部主任） - 刘世民（武警部队副政治委员） - 董力（全国总工会副主席、书记处书记） - 尔肯江·吐拉洪（共青团中央书记处书记） - 莫文秀（全国妇联副主席、书记处书记） - 宋北杉（全国工商联副主席） - 孙绍骋（民政部优抚安置局局长） |

| 2013年，《国务院办公厅 中央军委办公厅关于调整全国拥军优属拥政爱民工作领导小组组成人员的通知》（国办发〔2013〕66号）调整后的组成人员是： 组长 - 王勇（国务委员） 副组长 - 李立国（民政部部长） - 贾廷安（总政治部副主任） - 王仲田（中央办公厅副主任） - 陈希（中组部副部长） - 阎京华（国务院机关党组成员、纪检组长） - 孙志军（中宣部副部长） - 姜力（民政部副部长） 成员 - 解振华（发展改革委副主任） - 杜玉波（教育部副部长） - 王志刚（科技部党组书记） - 马兴瑞（工业和信息化部副部长） - 陈改户（国家民委副主任） - 夏崇源（公安部政治部主任） - 张苏军（司法部副部长） - 王保安（财政部副部长） - 杨志明（人力资源和社会保障部副部长） - 张少农（国土资源部副部长） - 仇保兴（住房和城乡建设部副部长） - 冯正霖（交通运输部副部长） - 矫勇（水利部副部长） - 余欣荣（农业部副部长） - 房爱卿（商务部部长助理） - 杨志今（文化部副部长） - 崔丽（卫生计生委副主任） - 徐福顺（国资委副主任） - 冯惠敏（税务总局纪检组组长） - 马正其（工商总局副局长） - 童刚（新闻出版广电总局副局长） - 耿燎原（总参谋部政治部主任） - 汤奋（总政治部群众工作办公室主任） - 刘生杰（总后勤部政治部主任） - 丁兴农（总装备部政治部主任） - 崔景龙（武警部队副政治委员） - 王瑞生（全国总工会纪检组组长、书记处书记） - 周长奎（共青团中央书记处书记） - 陈秀榕（全国妇联副主席、书记处书记） - 黄小祥（全国工商联副主席） - 邹铭（民政部党组成员、优抚安置局局长） 2015年民政部副部长窦玉沛接替姜力任副组长；2016年民政部副部长高晓兵接替窦玉沛任副组长。 | 2025年，现任全国双拥工作领导小组组长是国务委员谌贻琴。 |

## 办事机构
退役军人事务部拥军优抚司（简称退役军人部拥军优抚司），与全国拥军优属拥政爱民工作领导小组办公室（简称全国双拥办）合署办公，是中华人民共和国退役军人事务部内设机构。

### 沿革
1991年《国务院、中央军委关于成立全国拥军优属拥政爱民工作领导小组的通知》（国发〔1991〕34号）规定：“全国双拥工作领导小组下设办公室，作为全国双拥工作领导小组的办事机构，负责承办日常工作。”
2003年《国务院办公厅中央军委办公厅关于调整全国拥军优属拥政爱民工作领导小组组成人员的通知》、2008年《国务院办公厅中央军委办公厅关于调整全国拥军优属拥政爱民工作领导小组组成人员的通知》均规定：“全国拥军优属拥政爱民工作领导小组的具体工作由民政部、总政治部承担。”
全国拥军优属拥政爱民工作领导小组办公室（简称“全国双拥办”）设在民政部，由民政部、总政治部抽组人员合署办公，负责领导小组的日常工作。下设秘书组和政策研究组。

### 职责
根据有关规定，退役军人部拥军优抚司（全国双拥办）承担下列职能：
1. 负责办理全国双拥工作领导小组全体会议和组长办公会决定的事项。
2. 承办全国双拥工作领导小组召开的各类会议和活动。
3. 负责与领导小组成员单位的联系、协调工作，承办向领导小组报告工作事宜。
4. 负责与各省、自治区、直辖市双拥办联系，承办向领导小组报告工作事宜。
5. 提出研究制定双拥工作政策、法规的建议;研究协调军政军民关系中一些重要问题。
6. 开展调查研究，总结工作情况，推广典型经验；组织协调全国性的双拥宣传。
7. 指导有关部门和地方各级双拥办开展双拥业务工作。
8. 负责起草、呈报、收发、管理文电工作。
9. 编印双拥工作刊物和资料，维护双拥工作网站。
10. 承办全国双拥工作领导小组交办的其他事项[10]。

### 机构设置
根据有关规定，退役军人部拥军优抚司（全国双拥办）设置下列机构：
- 综合处
- 双拥处
- 抚恤处

### 历任领导
历任主任、副主任是：

| 主任 - 范宝俊（1991年6月－1993年7月，民政部副部长，兼任） - 杨衍银（1993年7月－2001年5月，民政部副部长，兼任） - 罗平飞（2001年5月－2009年9月，民政部副部长，兼任） - 孙绍骋（2009年9月－2012年8月，民政部副部长，兼任） - 姜力（2012年8月－2015年1月，民政部副部长，兼任） - 窦玉沛（2015年7月－2016年10月，民政部副部长，兼任） - 高晓兵（2016年10月－2017年3月，民政部副部长，兼代） | 副主任 - 邓先群（1991年6月－1995年12月，1992年12月起为总政治部群工部部长，兼任） - 沈平（1991年6月－1993年7月） - 王景春（1993年7月－？） - 马述宽（1995年12月－1999年1月，总政治部群工部部长，兼任） - 王伯廷（1999年1月－8月，总政治部群众工作局局长，兼任） - 朱存芳（1999年1月－？，民政部优抚安置局副局长） - 杨森（1999年1月－2002年7月，总政治部群众工作局副局长） - 常生荣（1999年8月－2009年，总政治部群众工作局局长、总政治部群众工作办公室主任，兼任） - 董华中（2003年－2009年，民政部优抚安置局副局长） - 范巨通（2002年－2005年，总政治部群众工作局副局长、总政治部群众工作办公室副主任） - 汤奋（2009年－2014年3月，总政治部群众工作办公室主任，兼任） - 杨国英（2009年－，民政部优抚安置局副局长） - 李辉（2005年－2014年3月，总政治部群众工作办公室副主任；2014年3月－，总政治部群众工作办公室主任、中央军委政治工作部群众工作局局长，兼任） - 巴谋国（2014年3月－，总政治部群众工作办公室副主任、中央军委政治工作部群众工作局副局长） |